# August Kaufhold (Architekt)
August Alois Stephan Kaufhold (* 11. Dezember 1871 in Düsseldorf; † 13. April 1941 in Berlin-Charlottenburg) war ein deutscher Architekt, der zu Beginn des 20. Jahrhunderts in Berlin-Friedenau lebte und arbeitete. Die meisten der von ihm entworfenen Kirchengebäude wurden im Stil der Neogotik aus Backstein errichtet.

## Leben
August Kaufhold wurde am 11. Dezember 1871 in Düsseldorf geboren. Er war der mittlere der drei Söhne von Josef Kaufhold und dessen Ehefrau Friedrike, geb. Rademacher. Über Jugendjahre und Ausbildungsweg Kaufholds ist bisher nicht bekannt. Sein älterer Bruder Josef (* 1869), mit dem er zeitweise zusammenarbeitete, lebte und arbeitete als Architekt in Düsseldorf.
Am 14. Juli 1904 heiratete er in Heidelberg Karolina Fournier.
Seinen Lebensmittelpunkt hatte Kaufhold während seines Berufslebens in Berlin, wo er zunächst im Haus Bismarckstraße 29 und später im Stadtteil Friedenau im Haus Schwalbacher Straße 5 lebte. Von 1929 bis 1943 wird er im Amtlichen Fernsprechbuch für Berlin und Umgegend als Eigentümer des Hauses Im Dol 56 im gehobenen Wohnviertel Berlin-Dahlem aufgeführt.
Im Laufe seines Arbeitslebens entwarf August Kaufhold zwischen 1904 und 1930 mehr als zehn katholische Kirchen im Gebiet des heutigen Erzbistums Berlin, darunter beispielsweise die St.-Eduard-Kirche in Berlin-Neukölln und die Kirche St. Mariä Geburt in Viereck (Vorpommern). Die meisten seiner Bauten wurden im Stil der neugotischen Backsteinbauweise ausgeführt und stehen heute unter Denkmalschutz.
August Kaufhold starb am 13. April 1941 im Alter von 69 Jahren im Hildegard-Krankenhaus in Berlin-Charlottenburg an einem Herzleiden.

## Bauten

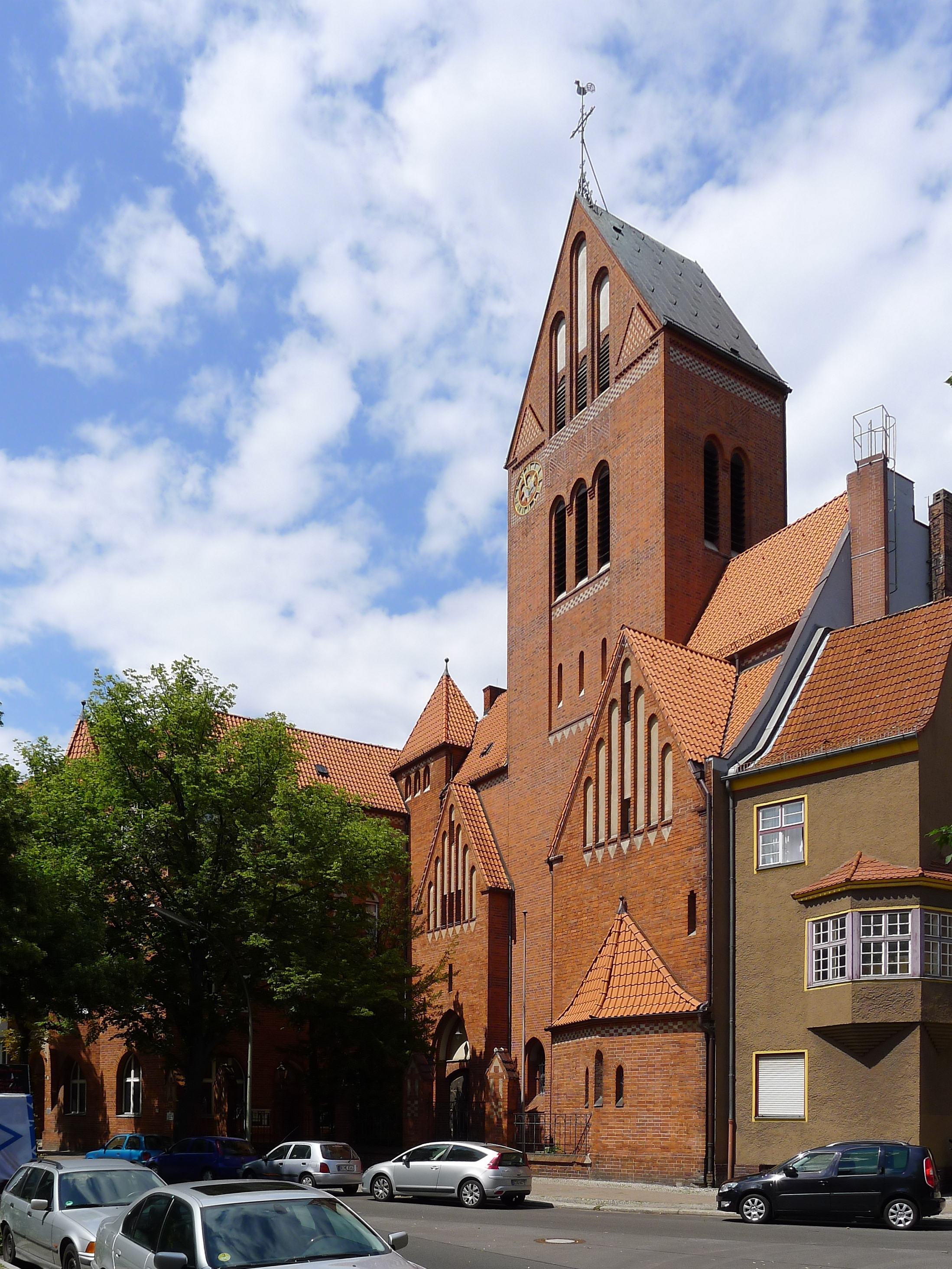
Kirche St. Marien in Berlin-Reinickendorf

- 1907: Kirche St. Eduard in Berlin-Neukölln[9]
- 1909: Pfarrkirche Heilige Familie beim Sankt-Josefsheim in Berlin-Prenzlauer Berg[10]
- 1910: Pfarrhaus zur Kirche St. Marien in Berlin-Karlshorst
- 1910: Kirche Heilige Familie in Strasburg (Uckermark)
- 1911: Kirche St. Mariä Geburt in Viereck (Vorpommern)
- 1912: Kirche St. Bonifatius in Bergen auf Rügen
- 1913: Kirche St. Josef in Harbke
- 1913: Kirche Herz-Jesu in Garz auf Rügen
- 1919: Kirche St. Marien in Berlin-Reinickendorf[11]
- 1926: Kirche St. Franziskus im Dorf Stöwen, Netzekreis[12]
- 1930: Kirche St. Georg in Gollnow[13]

## Bildergalerie

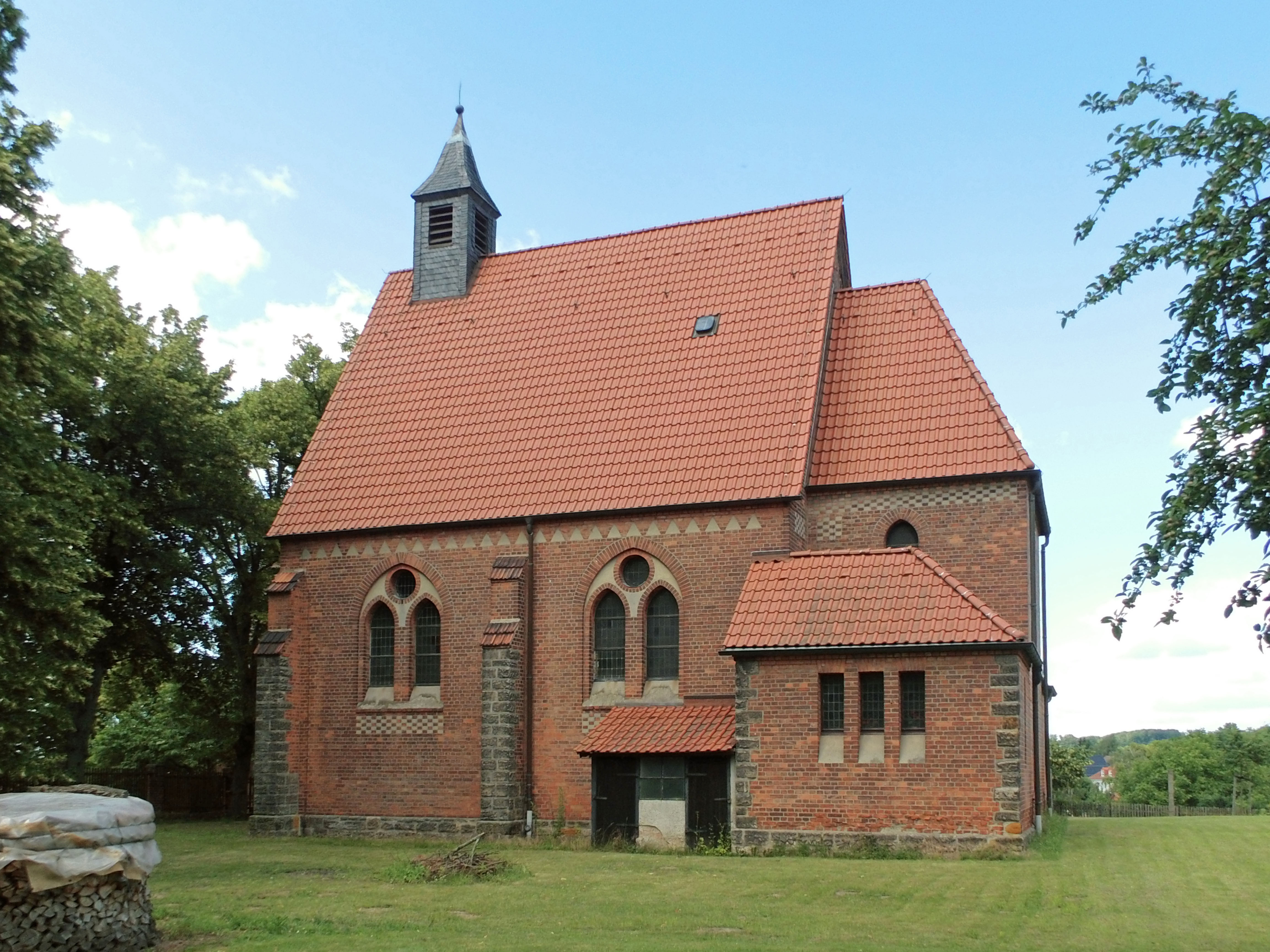
Kirche St. Josef in Harbke
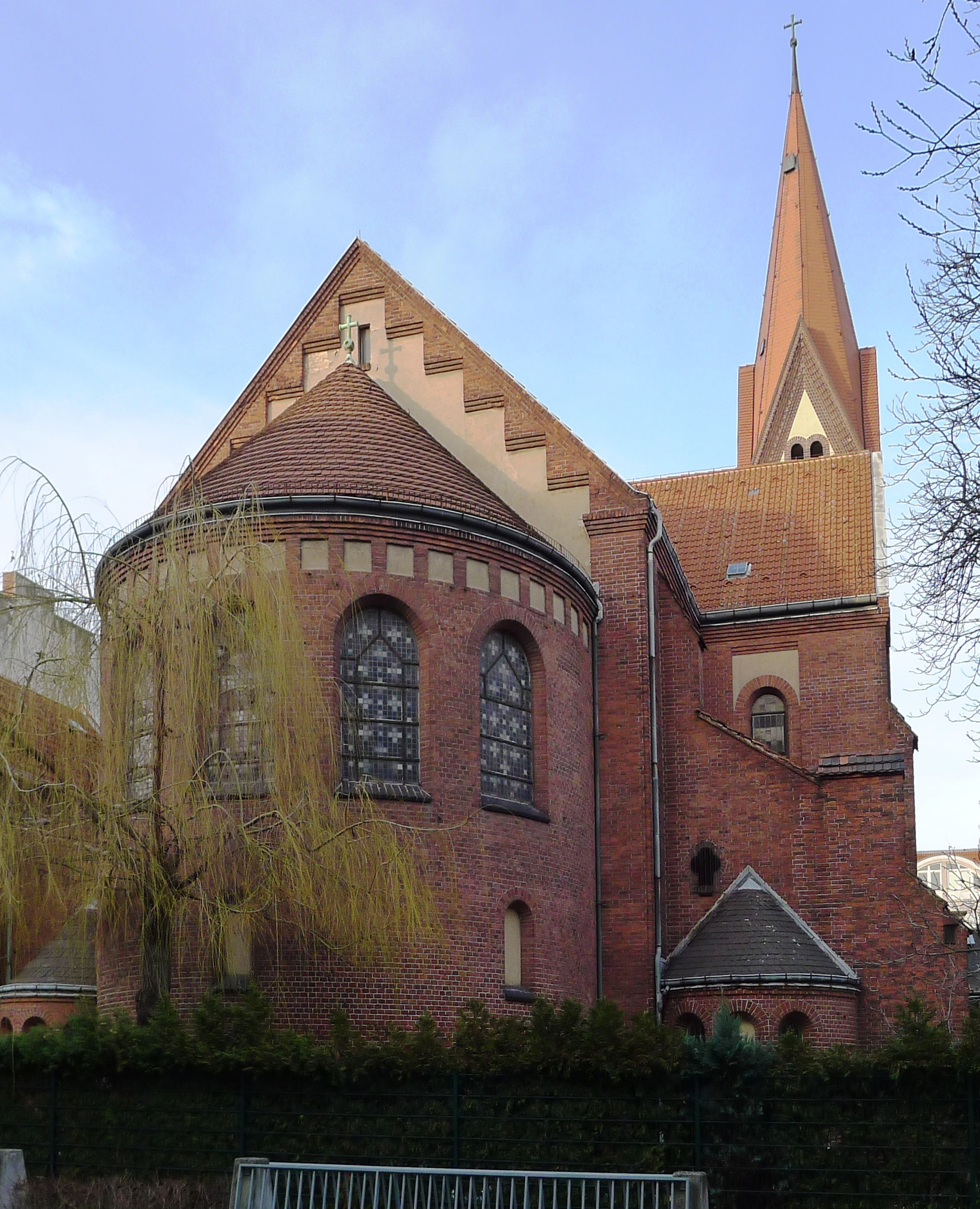
Kirche St. Eduard in Berlin-Neukölln
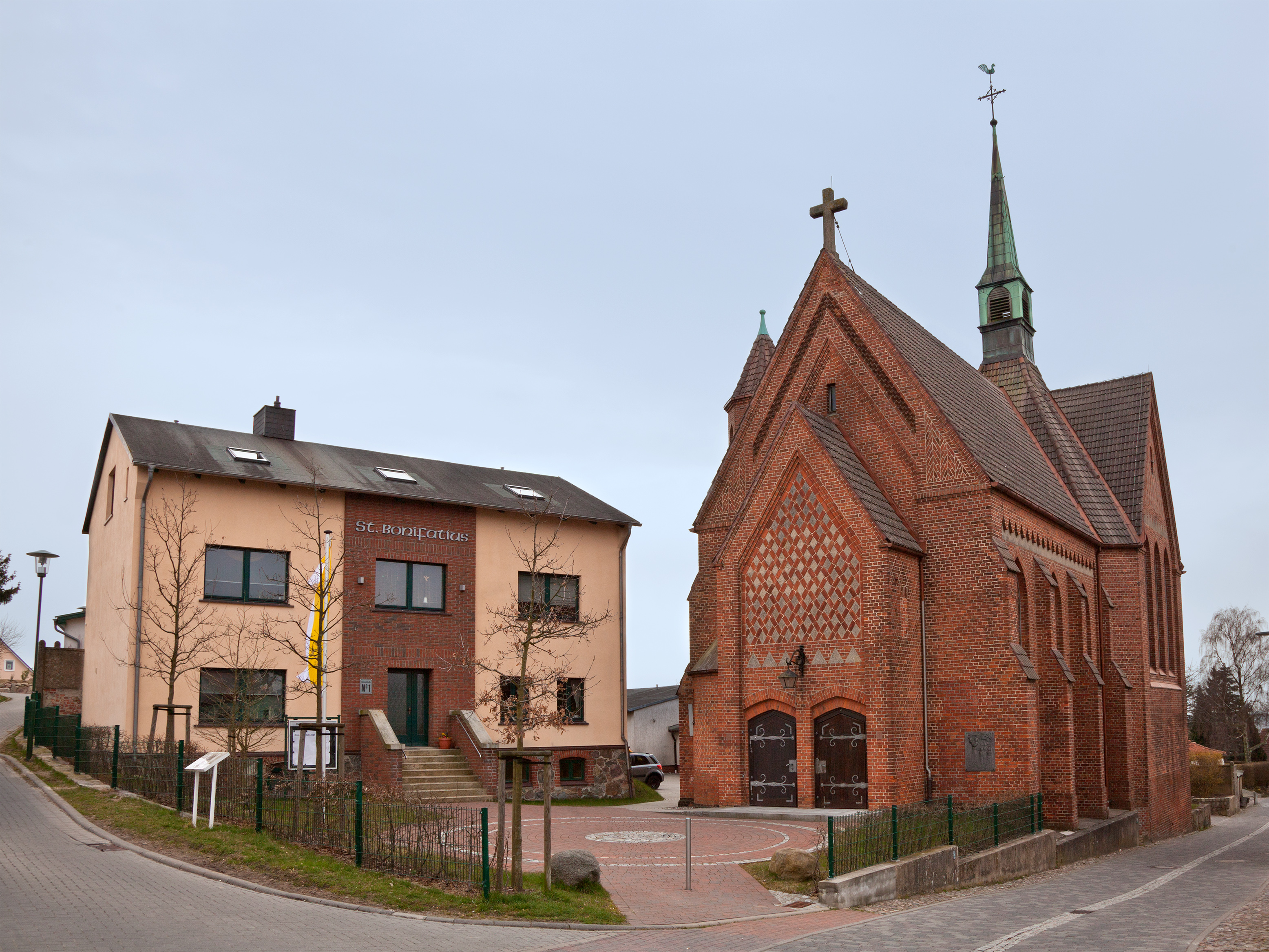
Kirche St. Bonifatius mit Pfarrhaus in Bergen auf Rügen
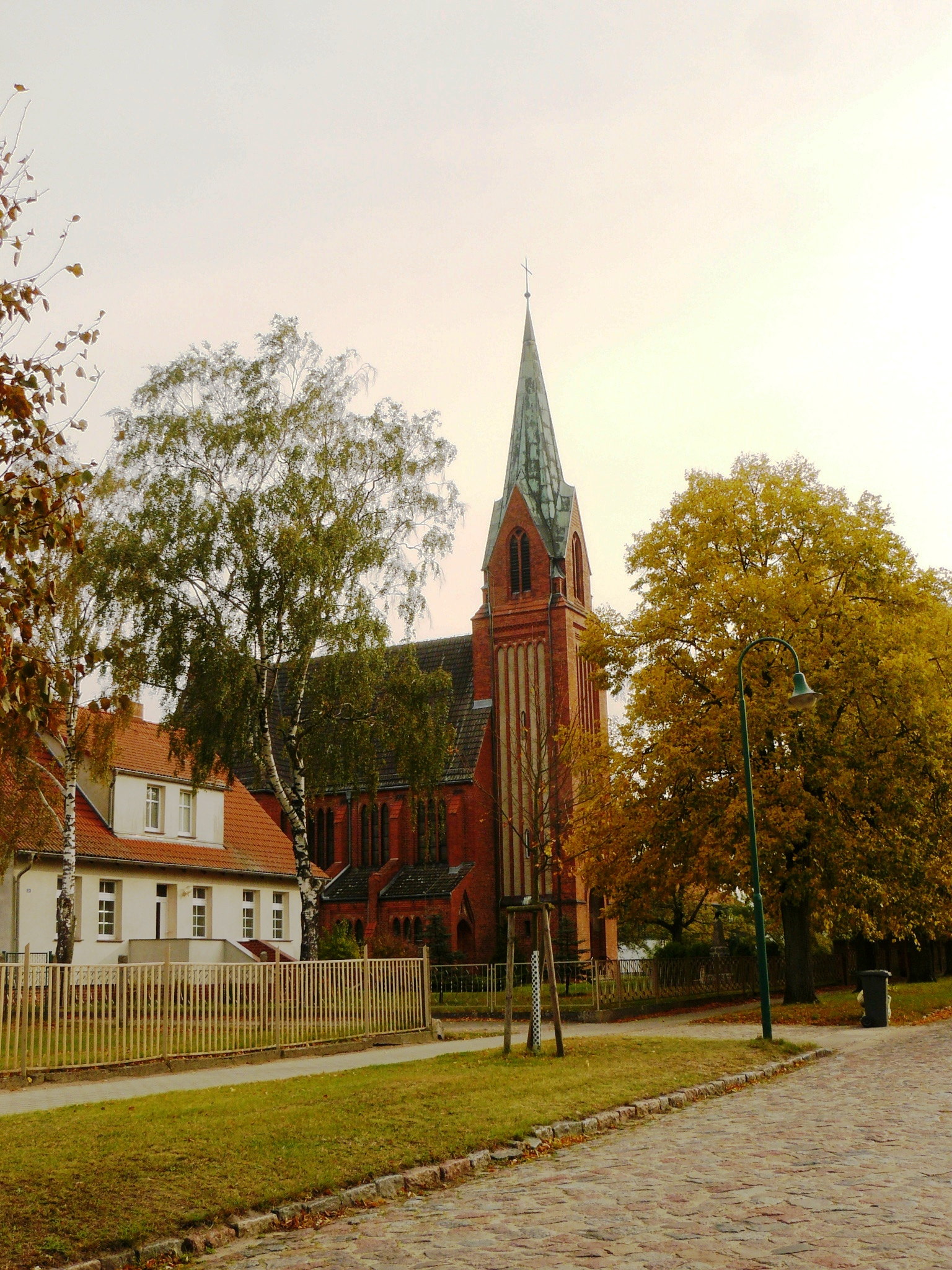
Kirche St. Mariä Geburt in Viereck (Vorpommern)
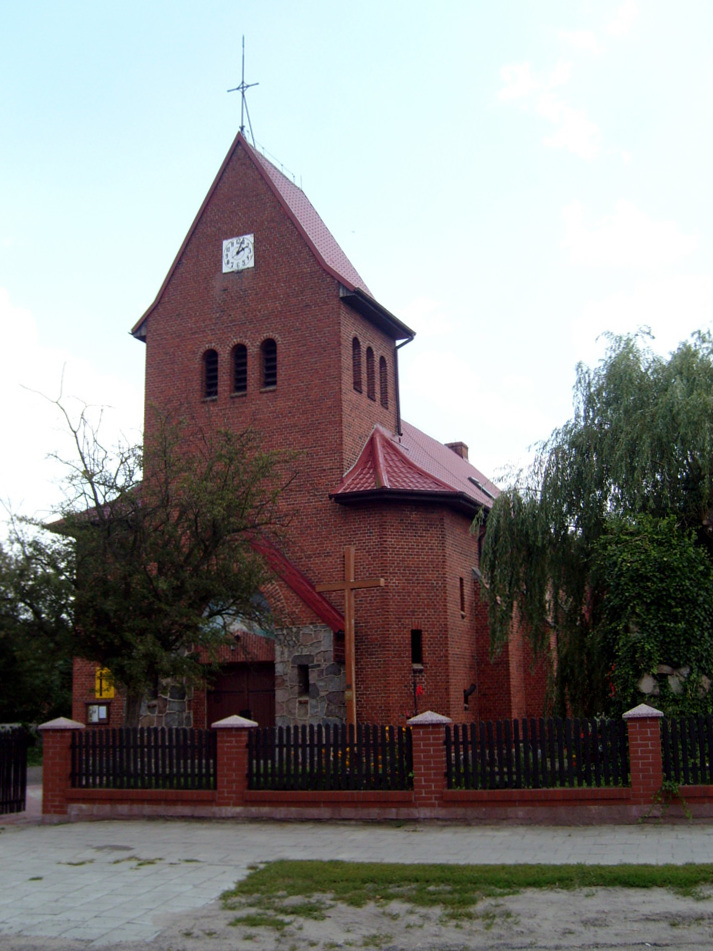
Kirche St. Franziskus in Stöwen (heute Stobno, Polen)